# Grb Občine Jezersko
Grb Občine Jezersko je upodobljen na ščitu, ki je obrobljen z dvojno dvodebelinsko linijo.
Zgornji del grba je modre barve in predstavlja nebo. Po nebom je narisan obris gore v beli barvi, v sredini je zelen krog, v katerem je bela ovčja glava jezersko-solčavske pasme gledano s strani in pogledom v   desno, spodnji del pa predstavlja modro jezero, ki ga ponazarja bela valovnica. Na sredini sta, poleg kroga, na desni in levi strani, dva zelena hriba, ki predstavljata dolino in gozdove, beli del med njima pa predstavlja jezerski slap.
Vsi elementi v grbu so obrobljeni s črnimi linijami.